# Volkswagen ID.4
O Volkswagen ID.4 e o Volkswagen ID.5 são SUVs crossover de segmento C elétricos a bateria produzidos pela Volkswagen. Baseado na plataforma MEB, o ID.4 é o segundo modelo da série ID da Volkswagen. A versão de produção do ID.4 estreou em setembro de 2020 como o primeiro crossover totalmente elétrico da marca Volkswagen, enquanto a variante em formato de cupê do ID.4 (semelhante ao Audi Q8 Sportback e-tron) é comercializada como o Volkswagen ID.5 e foi revelado em novembro de 2021.
O ID.4 é posicionado pela Volkswagen como um veículo elétrico de alto volume e para o mercado de massa – um carro para "os milhões, não para os milionários", como a empresa afirmou em sua publicidade. Foi entregue a clientes europeus no final de 2020 e no primeiro trimestre de 2021 para o mercado da América do Norte.
O ID.4 foi eleito Carro Mundial do Ano 2021, superando os vice-campeões Honda e e Toyota Yaris.
Os Volkswagen ID.4 e ID.5 2024 recebem atualizações.